# ستيف شيرلي
ستيف شيرلي (بالإنجليزية: Steve Shirley)‏ هو لاعب كرة قاعدة أمريكي، ولد في 12 أكتوبر 1956 في سان فرانسيسكو في الولايات المتحدة.

## وصلات خارجية
- ستيف شيرلي على موقع الدوري الياباني لكرة القاعدة (الإنجليزية)
- ستيف شيرلي على موقعبيزبول رفرنس.كوم (الدوري الرئيسي) (الإنجليزية)
- ستيف شيرلي على موقعبيزبول رفرنس.كوم (الدوري الثانوي) (الإنجليزية)
- ستيف شيرلي على موقع مشجعي الرسوم البيانية (الإنجليزية)